# Національний музей Королівського новозеландського військово-морського флоту
36°49′43″ пд. ш. 174°48′33″ сх. д. / 36.8287° пд. ш. 174.8093° сх. д.
Національний музей Королівського новозеландського військово-морського флоту (також відомий як Військово-морський музей у Торпедо-Бей — англ. Torpedo Bay Navy Museum) — офіційний музей Королівського новозеландського військово-морського флоту. Відкрився 2010 року у Окленді.

## Історія
Перший музей Королівського флоту Нової Зеландії (RNZN) був створений у 1974 році і розміщувався в одній кімнаті в межах військово-морської бази Філомел, головного адміністративного центру флоту, розташованому у Девонпорті (передмістя Окленду). Він був відкритий для персоналу ВМС лише дві години на тиждень, хоча групи, які відвідували базу, також могли оглянути експозицію музею за попереднім замовленням. У 1982 році музей Королівського новозеландського військово-морського флоту був переміщений до невеликої будівлі на Спрінг-стріт, розташованій на межі бази Філомел. Однак ця будівля виявилася занадто малою.
9 жовтня 2010 року музей переїхав до більших приміщень у бухті Торпедо-Бей у Девонпорті. Він розміщений у будівлях, які були побудовані в 1896 році для управління полями морських мін на вході у затоку Вайтемата. Ці будівлі були відремонтовані. Ціна ремонту склала 1,5 мільйона доларів США.

## Виставки
Експонати, що виставлені у Музеї флоту, відслідковують військово-морську історію Нової Зеландії з часів Флагшточної війни 1845 року.
Один з перших залів присвячений побудованому за кошти Нової Зеландії лінійному крейсера HMS New Zealand та включає в себе піупіу (спідницю воїна маорі), яка була подарована командиру корабля під час візиту судна до Нової Зеландії в 1913 році. Піупіу носили капітани цього корабля під час Першої світової війни як талісман.

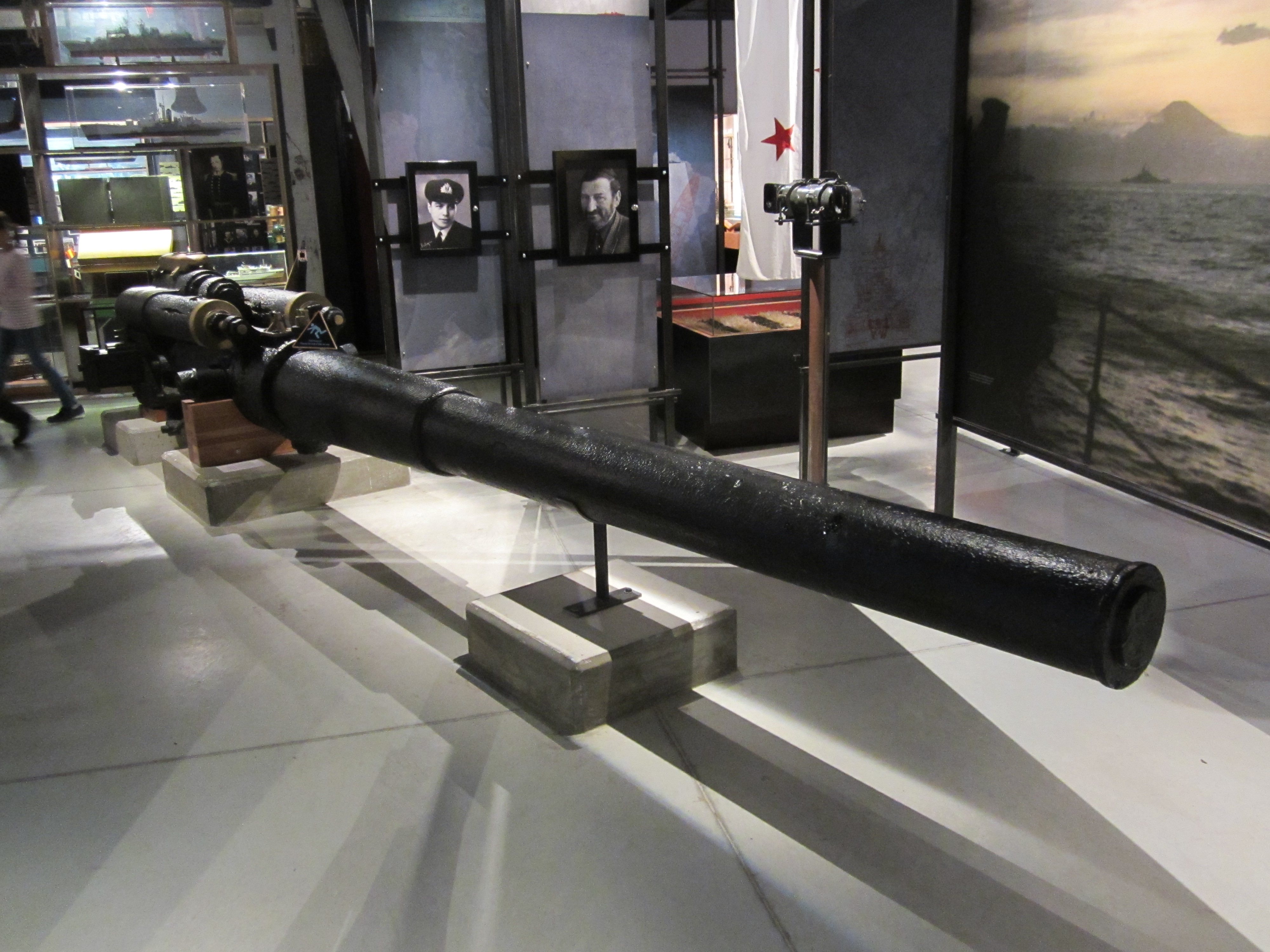
Експонат музею — Палубна гармата японської субмарини I-1

Експозиції про Другу світову війну висвітлюють такі теми, як крейсер HMNZS Achilles  та бій 29 січня 1943 року поблизу острова Гуадалканал між невеликими тральщиками «Ківі» та «Моа» та набагато більшою японською субмариною I-1.
У музеї також є експозиції про роль Королівського новозеландського флоту у Корейській війні, війні у Малайї, війні у В'єтнамі, війні у Перській затоці та триваючій війні в Афганістані, а також про внесок ВМС у миротворчі сили Нової Зеландії, які були розгорнуті під час Югославських війн. Інші експозиції висвітлюють роботу новозеландських військових моряків у мирний час у захисті рибальства, пошуково-рятувальних операцій, ліквідації наслідків катастроф та проведення гідрографічних досліджень.

## Контакти музею
- Офіційний вебсайт музею[5]